# Campionati francesi di sci alpino 1986
Ai Campionati francesi di sci alpino 1986 furono assegnati i titoli di discesa libera, slalom gigante, slalom speciale e combinata, sia maschili sia femminili.

## Risultati
| Specialità      | Uomini           | Donne             |
| --------------- | ---------------- | ----------------- |
| Discesa libera  | Denis Rey        | Catherine Quittet |
| Slalom gigante  | Christian Gaidet | Perrine Pelen     |
| Slalom speciale | Didier Bouvet    | Perrine Pelen     |
| Combinata       | Jérôme Noviant   | Hélène Barbier    |